# Am-heh
| a | m | F10 | A2 | C11 | Z1 | Z3 |

| a | m | F10 | A2 | C11 | Z1 | Z3 |

Am-heh – w starożytnym Egipcie był przerażającym bogiem z podziemi. Jego nazwa znaczy "pożeracz milionów". Był przedstawiany jako człowiek z głową psa. Mieszkał na jeziorze ognia i tylko Atum był w stanie go odepchnąć.